# Uvarovita
La uvarovita es un mineral de la clase de los nesosilicatos, y dentro de esta pertenece al llamado “grupo de los granates”. Fue descubierta en 1832 en los montes Urales centrales (Rusia). Un sinónimo poco usado es el de "granate crómico".

## Uvarovita
La uvarovita fue descrita por el químico suizo-ruso Germain Henri Hess en 1832,  que la dedicó al conde Serguéi Semiónovich Uvárov (1786-1855), hombre de Estado ruso, ministro y coleccionista y recolector aficionado (1786-1855). El topotipo es la mina Saranovskii (Saranovskoe), en la localidad de Saranovskaya (Sarany), óblast de Perm, en la región central de los Urales.
El nombre de uvarovita ha sido impropiamente usado en el pasado para referirse a otros granates de color verde por tener cromo, siendo más correcto en la actualidad nombrar a éstos de los siguientes modos:
- grosularia-crómica,
- piropo-crómico,
- andradita-verde (antes llamada "uvarovita iraní"),
- knorringita (granate crómico-magnésico).

## Características químicas

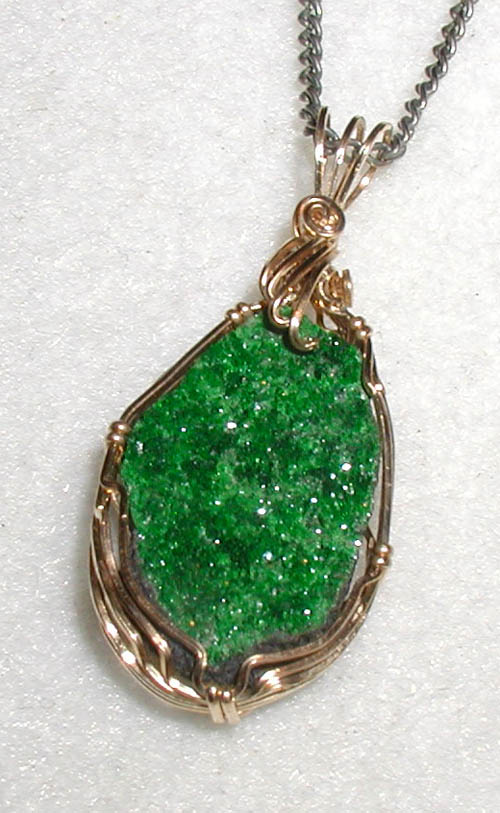
Gema de uvarovita.

Es un silicato de cromo y calcio, con estructura molecular de nesosilicato con cationes en coordinación 6 o mayor.
Forma una serie de solución sólida con la grosularia (Ca3Cr2(SiO4)3), en la que la sustitución gradual del cromo por aluminio va dando los distintos minerales de la serie.
Además de los elementos de su fórmula, suele llevar como impurezas: aluminio, hierro y magnesio.

## Formación y yacimientos
Se forma como mineral secundario a partir de la alteración hidrotermal de serpentinita conteniendo cromo. También se puede formar en rocas calizas metamorfizadas, a partir de la reacción entre dolomita y cromita.
Suele encontrarse asociado a otros minerales como: diópsido, cromita, zoisita, olivenita, dolomita, tremolita, cuarzo, plagioclasa, epidota, calcita o piroxenos.

## Usos
Tallada es usada en joyería como joya de gran brillo y belleza.